# Hydrocanthus guignoti
Hydrocanthus guignoti är en skalbaggsart som beskrevs av Young 1985. Hydrocanthus guignoti ingår i släktet Hydrocanthus och familjen grävdykare. Inga underarter finns listade i Catalogue of Life.